# Parribacus japonicus
Parribacus japonicus är en kräftdjursart som beskrevs av Lipke Bijdeley Holthuis 1960. Parribacus japonicus ingår i släktet Parribacus och familjen Scyllaridae. IUCN kategoriserar arten globalt som otillräckligt studerad. Inga underarter finns listade i Catalogue of Life.